# Cristóbal Bencomo y Rodríguez
Cristóbal Bencomo y Rodríguez   (San Cristóbal de La Laguna, 30 d'agost de 1758 - Sevilla, 15 d'abril de 1835) va ser un religiós canari. Va ocupar diverses dignitats eclesiàstiques, a més va ser preceptor dels fills de Carles IV i confessor reial de Ferran VII, de qui va obtenir la cèdula per fundar la Universitat Literària de San Fernando de La Laguna.
Va néixer a San Cristóbal de La Laguna el 30 d'agost de 1758. Fill de Francisco Braulio Bencomo i de Bárbara Rodrígurez Fleytas. Va cursar estudis de filosofia i teologia durant sis anys en el convent de Sant Francesc de La Laguna. Va fer carrera eclesiàstica i eventualment va marxar a Madrid, on va ser encarregat de l'educació dels fills del rei Carles IV i se li va concedir la dignitat de xantre de Palència. Amb el retorn de Ferran VII el 1814, després de la Guerra del Francès, va ser nomenat confessor del rei, el 1815 nomenat conseller i cambrista de Castella i el 1817 bisbe in partibus infidelium titular de Heraclea.
Gràcies a la seva influència com a confessor del rei, va obtenir de Ferran VII una reial cèdula el 16 de setembre de 1816 per a la creació d'una universitat. Va ser el fundador de la Universitat Literària de San Fernando a la ciutat de La Laguna, que va iniciar-se el 27 de gener de 1817, sota la direcció dels comissaris del germà de Bencomo, Pedro José Bencomo, xantre de la catedral de Canàries, i el marquès de Villanueva del Prado, que representava el partit literari de la ciutat. També va ser l'artífex de la divisió, el febrer de 1818, del bisbat de Canàries en dos, amb la creació del bisbat de San Cristóbal de La Laguna, sempre dependent de l'arquebisbat de Sevilla.
Va abandonar el càrrec de confessor de Ferran VII el 1822, marxant a Sevilla, on va ser canonge i ardiaca de Carmona. Va morir a la capital andalusa el 15 d'abril de 1835, a casa seva, on se li va fer la vetlla. L'endemà les restes van ser traslladades a la catedral de Sevilla i sebollides a la capella de la Concepció Gran. El 31 d'octubre de 1837 es va traslladar a la catedral de Santa Cruz de Tenerife.
Va rebre la gran creu de l'Orde de Carles III i va ser soci honorari de la Reial Societat Econòmica d'Amics del País de Tenerife.